# Street Lethal
| Críticas profissionais | Críticas profissionais |
| Avaliações da crítica  | Avaliações da crítica  |
| Fonte                  | Avaliação              |
| ---------------------- | ---------------------- |
| Allmusic               | [ 1 ]                  |
| Kerrang!               | [ 2 ]                  |

Street Lethal é o primeiro álbum de estúdio da banda de heavy metal Racer X, lançado em 1 de janeiro de 1986 pela gravadora Shrapnel Records. A faixa instrumental "Y.R.O." significa "Yngwie Rip-Off" uma vez que apresenta semelhanças com a canção "Black Star" do guitarrista Yngwie Malmsteen, com uma linha de baixo quase que idêntica. Ela apareceu mais tarde no jogo Brütal Legend lançado em 2009.

## Lista de faixas
| N.º            | Título                 | Compositor(es)                     | Duração |  |
| 1.             | "Frenzy"               | Paul Gilbert                       | 1:45    |  |
| 2.             | "Street Lethal"        | Gilbert, Jeff Martin               | 3:41    |  |
| 3.             | "Into the Night"       | Gilbert, Martin                    | 3:34    |  |
| 4.             | "Blowin' Up the Radio" | Gilbert, Martin                    | 3:10    |  |
| 5.             | "Hotter Than Fire"     | Steve Fontano, Martin, Mark Lehman | 3:02    |  |
| 6.             | "On the Loose"         | Gilbert, Martin                    | 3:07    |  |
| 7.             | "Loud and Clear"       | Gilbert, Martin                    | 3:42    |  |
| 8.             | "Y.R.O."               | Gilbert                            | 3:13    |  |
| 9.             | "Dangerous Love"       | Gilbert, Martin                    | 3:13    |  |
| 10.            | "Getaway"              | Gilbert, Martin                    | 3:10    |  |
| 11.            | "Rock It"              | Gilbert, Martin                    | 3:58    |  |
| Duração total: | Duração total:         | Duração total:                     | 35:35   |  |

## Créditos
- Jeff Martin – vocais
- Paul Gilbert – guitarra
- Harry Gschoesser – bateria
- John Alderete – baixo
- Steve Fontano – engenharia, mixagem, produção
- George Horn – masterização
- Mike Varney – produção executiva